# Ааво Піккуус
Ааво Піккуус  (ест. Aavo Pikkuus, 23 листопада 1954) — радянський велогонщик, олімпійський чемпіон.

## Виступи на Олімпіадах
| Олімпіада     | Дисципліна                                            | Місце |
| ------------- | ----------------------------------------------------- | ----- |
| Монреаль 1976 | особиста шосейна гонка                                | 44    |
| Монреаль 1976 | Командна шосейна гонка з роздільним стартом на 100 км | 1     |